# Dunja, du
Dunja, du är en västtysk schlagerlåt, skriven av Wolfgang Roloff och Hans Hee. Den spelades 1966 in av Ronny (Wolfgang Roloff) 1966.
Bengt Sundström skrev en text på svenska vid namn "Vi ska gå hand i hand", som copyrightskyddades 1966. Med denna text spelade Gunnar Wiklund in låten, och släppte den på singel 1967 med "Jag ser en värld" som B-sida. Hans version blev också en hit på Svensktoppen i 20 veckor under perioden 14 april-25 augusti 1968, och toppade listan i fyra veckor.
Med denna text finns låten också inspelad med Vikingarna på albumet Kramgoa låtar 1999.  

### Fotnoter
1. ↑  Ronny Arkiverad 12 september 2014 hämtat från the Wayback Machine.
2. ↑  ”Svenskt visarkiv”. http://katalog.visarkiv.se/lib/ShowRecord.aspx?id=1032563. Läst 12 maj 2011.
3. ↑  ”Svensk mediedatabas”. http://smdb.kb.se/catalog/id/002125591. Läst 12 maj 2011.
4. ↑  ”Svensktoppen”. 26 februari 1968. http://sverigesradio.se/Diverse/AppData/Isidor/files/2023/3465.txt. Läst 12 maj 2011.
5. ↑  ”Svensk mediedatabas”. http://smdb.kb.se/catalog/id/001520924. Läst 12 maj 2011.